# Castell de Sisquer
El Castell de Sisquer és un castell del municipi de Guixers, a la comarca del Solsonès, declarat bé cultural d'interès nacional.

## Descripció

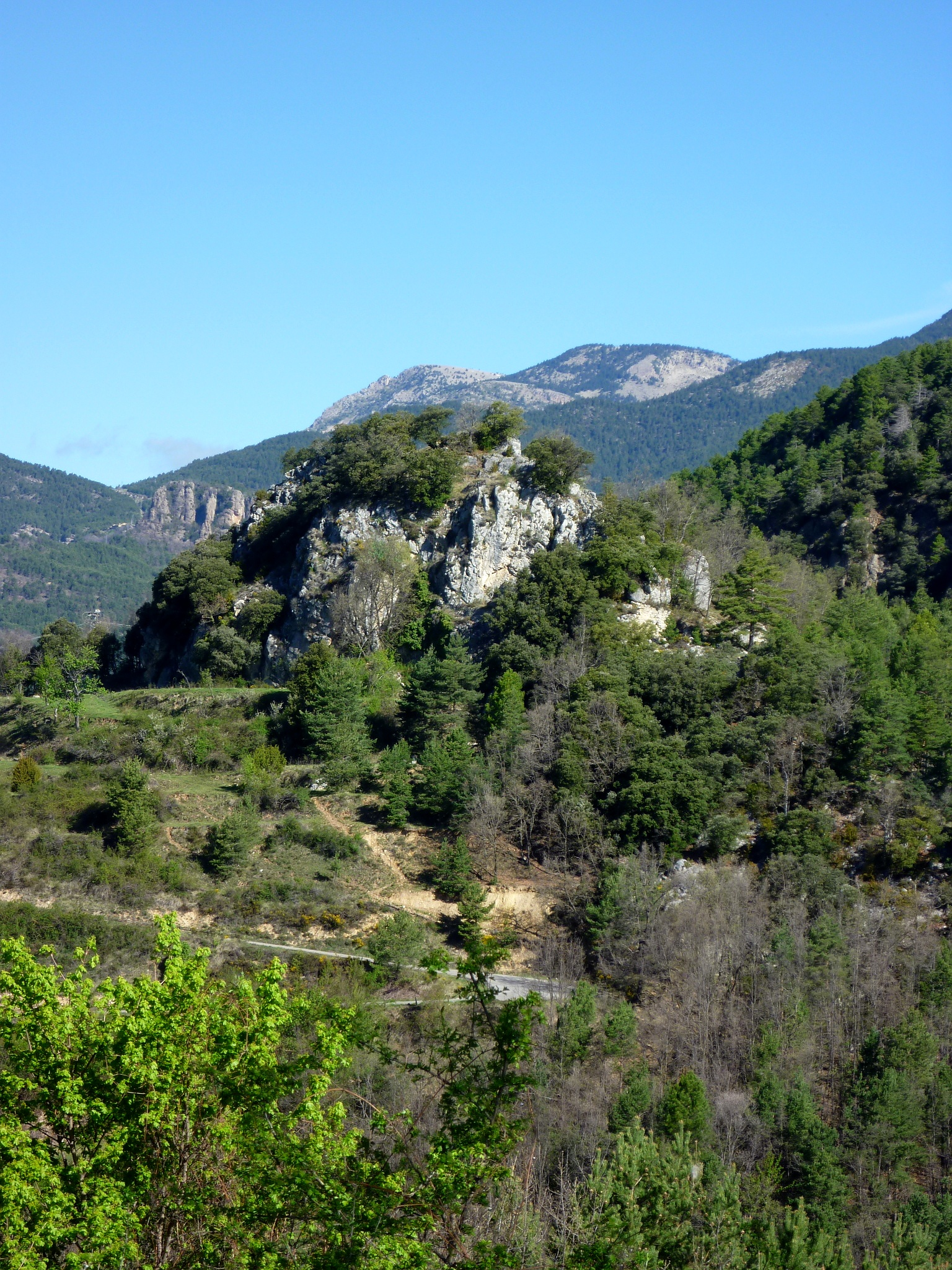
Turó on s'aixecava el castell

El castell devia estar situat dalt del turó que hi ha davant l'actual església parroquial. Segons alguns mapes és un edifici ruïnós situat al peu d'un turó; tanmateix en aquesta construcció malmesa difícilment es poden apreciar detalls clars. D'altra banda, atès que al peu del turó no s'observen restes definitòries, es podria formular la hipòtesi que aquest castell històric es trobi dalt el cim punxegut del turó. L'espai que hi ha dalt d'aquest promontori no és molt ample, potser per donar cabuda només a una torre de defensa o talaia. Es conserva un mur de pedres arrenglerades, esgavellat per la soca d'un arbre que hi ha crescut al mig. Aquest lloc és un excel·lent mirador, es domina un extens panorama de la conca de l'Aigua de Valls. Al peu del turó, al vessant oest, hi ha la rectoria, església, cementiri, masia i estables de Sisquer.

## Notícies històriques
Castell termenat. La informació documental és minsa. L'any 1375 quedà sota el domini del nou comtat de Cardona, erigit pel rei Pere el Cerimoniós i, en casar-se l'hereu de la casa de Cardona, Sisquer hi contribuí pagant una part de les despeses. Al segle xvii, Sisquer s'integrava com a batlliu de la batllia de Morunys. Es troba Siscano, junt a Castro Torto en el capbreu d'Urgell del 948, i en l'acta de consagració de la seva catedral hi consta Sischer. El mot quer indica que era un lloc habitat en època ibèrica; aquest mot dona el significat de roca o tossal. També a l'acta de consagració del monestir de Sant Sadurní de Tavèrnoles, el 1040 hi consta que l'església de Sisquer depenia en aquell moment d'aquell monestir benedictí, o almenys en rebia algun delme a l'any. El territori en aquest temps depenia del comte d'Urgell, i sobre el 1200 passà a formar part, tal com hem dit, del vescomte de Cardona.